# 공주 송학리 마애여래좌상
공주 송학리 마애여래좌상은 대한민국 충청남도 공주시 탄천면에 있다. 2010년 4월 15일 공주시의 향토문화유적 제32호로 지정되었다.